# دمیتریفکا (شهرستان زیلایرسکی، باشقیرستان)
دمیتریفکا (انگلیسی: Dmitriyevka, Zilairsky District, Republic of Bashkortostan) یک شهرک در شهرستان زیلایرسکی استان باشقیرستان کشور روسیه است.